# Vitomir Trifunović
Vitomir Trifunović, serb. Витомир Трифуновић (ur. 4 listopada 1916 w Bukovicy, zm. 20 stycznia 2007 w Belgradzie) – serbski kompozytor.

## Życiorys
Uczył się w Akademii Muzycznej w Belgradzie u Josipa Štolcera-Slavenskiego i Milenko Živkovicia. Od 1959 roku pracował w rozgłośni radiowej w Belgradzie, gdzie był doradcą w zakresie nowej muzyki. W 1977 roku został wybrany na przewodniczącego Związku Kompozytorów Jugosłowiańskich. Początkowo tworzył w stylistyce nawiązującej do muzyki romantycznej, później zaadaptował środki typowe dla muzyki współczesnej.

## Wybrane kompozycje
(na podstawie materiałów źródłowych)

### Utwory orkiestrowe
- Šumadija na orkiestrę kameralną (1960)
- Lamentoso na smyczki (1961)
- Folklorni triptih (1961)
- Uwertura heroiczna (1962)
- Sinfonijska slika (1964)
- Toccata (1970)
- Synteza – 4 (1970)
- Antinomije (1972)
- Asocijacije (1973)
- Koncert skrzypcowy (1976)
- Integrals na smyczki (1978)
- 3 symfonie (I 1979, II 1983, III 1986)
- Koncert na kontrabas i orkiestrę (1985)
- Koncert fortepianowy (1989)

### Utwory kameralne
- Sonata fortepianowa (1956)
- Sonata skrzypcowa (1958)
- 2 kwartety smyczkowe (I 1959, II 1974)

### Balet
- Dziewczyna z Kosowa (1988)